# Creux de mousson
Pour les articles homonymes, voir Creux.

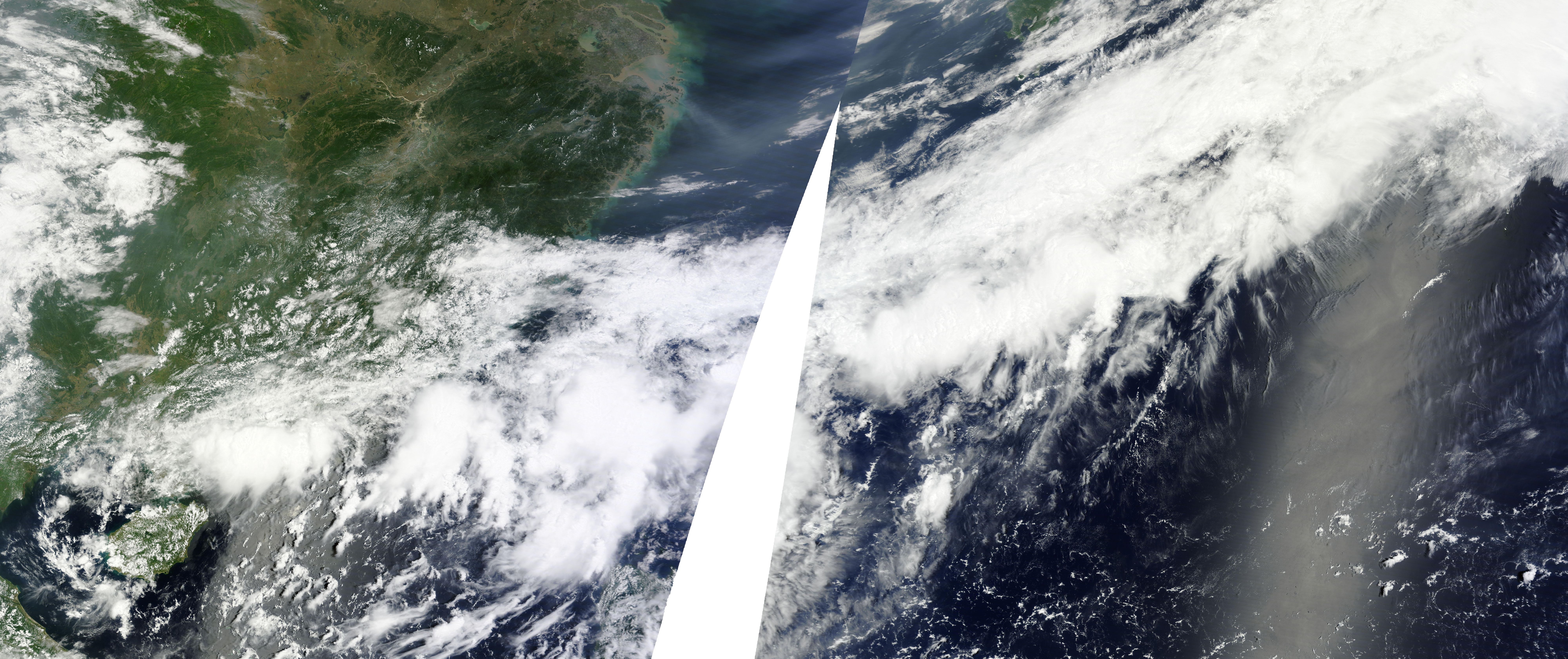
Nuages associés au creux de mousson en Asie de l'est le 17 mai 2012

Un creux de mousson est une partie de la zone de basses pressions de la zone de convergence intertropicale (ZCIT) qui s'étend vers les pôles en un creux barométrique. Il s'agit d'une zone de convergence entre la circulation atmosphérique de l'hémisphère Sud et de l'hémisphère Nord. Les creux de moussons ont de multiples implications. Ils peuvent amorcer le processus de cyclogenèse tropicale. Comme leurs noms l'indiquent, ils sont également impliqués dans la saison humide des climats sous l'influence de la mousson. Ils sont également impliqués dans des oscillations climatiques, notamment l'oscillation de Madden-Julian.

## Mouvement

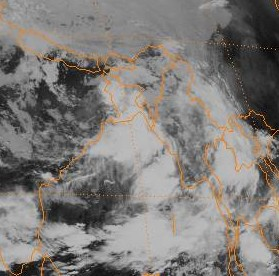
Dépression de mousson près du Bangladesh

Le creux de mousson dans le Pacifique atteint sa plus haute latitude en fin d'été quand la ZCIT est repoussée vers le nord par la forte crête subtropicale d'hiver de l'hémisphère austral. Il peut atteindre le 40e parallèle nord en Asie entre août. En été austral, l'inverse se produit et il est à son plus au sud de l'équateur pour atteindre le 20e parallèle sud en Australie en février,. 

## Effets
Son déplacement est caractérisé par l'arrivée de la mousson estivale dans chaque hémisphère. La baisse de la pression sur la partie la plus chaude des continents affectés par le creux augmente le tourbillon dans la basse troposphère et la convergence des vents. Celle-ci qui peut être augmentée par un renforcement de la crête subtropicale juste au nord dans le même hémisphère ce qui mène à un soulèvement de l'air dans le creux et à la production de nuages. La formation de dépressions le long du creux accélère ce processus et donne des pluies intenses, surtout sous la forme d'orages, qui perdurent. 
L'énergie de ces dépressions vient essentiellement des eaux très chaudes, comme c'est le cas des cyclones tropicaux, et c'est pourquoi elles se défont en entrant dans les terres. Par exemple, en Inde il y a de 6 à 7 dépressions de mousson par année dans le golfe du Bengale, surtout en juillet et août,. Ces systèmes donnent des quantités impressionnantes de précipitations qui peuvent équivaloir à une année entière de pluie pour certaines zones plus arides comme l’Outback australien quand leurs restes entrent finalement dans les terres.
La présence du creux de mousson est également un facteur important de la cyclogenèse tropicale. En augmentant le tourbillon, elle aide certaines des dépressions à devenir très organisées et lorsqu'une onde tropicale passe dans le secteur, un cyclone tropical peut en résulter. Ces ondes passent à une fréquence de 15 à 20 jours selon l'oscillation de Madden-Julian.